# Котов Кузьма Єрмолайович
Кузьма Котов (1855 — 5 грудня 1938, м.  Дніпро, Україна) — член Катеринославського товариства «Просвіта», номінальний редактор просвітянського часопису «Дніпрові хвилі» (1910 — 1913), фактичним редактором якого був відомий український історик Дмитро Дорошенко. Жертва радянського терору.

## Життєпис
Народився Котов у сім’ї купця-землевласника. Формування його світогляду розпочалося в Катеринославській першій класичній гімназії (Соборна площа, 2).
На початку 1870-х Котов, як і багато хто з гімназистів-старшокласників, таємно перечитував номери популярних демократичних часописів. У колі найближчих друзів з захопленням обговорювались думки письменників-демократів і особливо О. І. Герцена. Котов згодом згадував, що «на творах останнього ми перевиховували себе».
Як зазначає С. Світленко, ідеї радикальної демократії потрапили у сприятливий ґрунт, адже ще в гімназичні роки Котов постійно спілкувався з сусідами-селянами. Відтоді в його свідомості «жевріла іскра народолюбства».

## Навчання у Швейцарії
Котов опинився за межами Російської імперії — у Швейцарії, куди він вирушив, як і інші представники прогресивної частини молоді, на початку 1870-х.
Здобуваючи вищу освіту на медичному факультеті Цюрихського університету, Котов брав активну участь у громадському житті великої колонії молоді з Російської імперії. Котов слухав лекції відомих діячів соціально-революційного народництва П. Лаврова та П. Кропоткіна, знаних київських учених, учасників «Старої Громади» М. Драгоманова та М. Зібера. Сильне враження на Котова справили його земляки — брати Сергій і Володимир Жебуньови, які мали теоретичну підготовку та досвід роботи в студентських гуртках. Невдовзі за їх участю започаткований радикальний народницький осередок, який увійшов в історію визвольного руху під назвою «гурток жебуністів».
У цюрихському середовищі Котов остаточно сформувався як радикальний народник. Цьому сприяли лекції діячів еміграції, відвідування місцевих робітничих зборів та соціалістичних з’їздів, наполеглива самоосвіта. Неабияку роль відігравали палкі дискусії на злободенну тему — «ходіння в народ». Уся «цюрихська атмосфера» створювала сприятливі умови для загартування народницьких поглядів Котова.

## Повернення в Україну, громадська і сільськогосподарська діяльність
Він вирішує повернутися на батьківщину. Цей крок схвалив ідеолог народництва П. Лавров: «Дуже добре ви робите, що їдете в Україну. Майстерно володіючи українською мовою, ви будете незамінний там працівник і діяч», — напучував він катеринославця.
Перетинаючи наприкінці 1873 Німеччину, Котов зробив зупинку в Лейпцигу, де в підпільній майстерні соціалістів замовив валізу з подвійним дном для нелегальної літератури. Невдовзі транспорт народницьких видань з лавровським «Вперед!» та бакунінською працею «Державність і анархія» благополучно доставлено в Російську імперію.
Повернувшись на Катеринославщину, Котов зразу ж відчув, що за ним встановлений негласний поліцейський нагляд. Незважаючи на це, він приєднався до руху соціально-революційного народництва. З ідейних переконань він став прихильником доктрини М. Баку-ніна.
Серед його однодумців були такі відомі постаті, як Й. І. Каблиц, С. П. Ковалик, І. Я. Чернишов. Останній деякий час перебував на хуторі Котова, а згодом вирушив з ним до Кременчука і Полтави. Ці поїздки відбувалися під час підготовки радикальної молоді до масового «ходіння в народ». Навесні 1874 похід «у народ» став реальним фактом життя на всій європейській частині Російської імперії. Активним учасником цієї акції народників був Котов, який став «осілим» народником-пропагандистом. Цьому сприяло кілька обставин, зазначає С. Світленко.
У червні 1874 він був змушений постійно оселитися на своєму хуторі в с. Михайлівка Катеринославського повіту (нині с. Сурсько-Михайлівка Солонянського району) через хворобу матері. Саме в цьому селі на початку XIX ст. жив сторічний запорожець Микита Корж, спогади якого записував український письменник Олекса Стороженко.
Повернувшись у рідні місця, народник досить швидко зрозумів вигоду «осілої» діяльності. Він активно займався різними галузями сільського господарства. Звіт Катеринославської повітової земської управи за 1882 повідомляв: «Купець Котов Кузьма Єрмолайович мав у 1882 р. 1014 десятин землі». На цій ділянці, яка дісталася в спадок, він вирощував не тільки зернові культури, а й ріпак, льон, виноград, тютюн, численні фруктові дерева, навіть зайнявся розведенням шовкопрядів.
Інтенсивні методи ведення господарства дозволили Котову отримувати прибутки, причому частину землі віддавати селянам за дуже помірну орендну плату. Селяни поступово втягувались у коло його інтересів. Помалу Котов почав пропаганду: спочатку читав їм газети або популярні українські книжки, згодом переходив до бесід на сучасні політичні теми, знайомлячи слухачів із витягами з нелегальних часописів та книжок.
Діяльність Котова як осілого народника тривала майже 5 років. Упродовж цього часу до складу першого гуртка катеринославського «сімдесятника» увійшло близько 20 хліборобів. Завдяки конспірації Котов виглядав благонадійним в очах місцевої адміністрації. На початку 1879 його обрано присяжним засідателем, він вирішив балотуватися в земські гласні.

## Арешт і заслання
Котов нечасто виїжджав із рідної Михайлівки, проте був поінформованим про поширення радикальних ідей в середовищі катеринославської учнівської молоді, народних учителів, військовослужбовців. Інколи хутір, де мешкав Котов, ставав місцем його таємних зустрічей і бесід з представниками народників Києва, Одеси і Харкова. Котов підтримував конспіративне листування з іншими діячами народництва, хоча ніколи не підписував кореспонденції власним іменем, а отримані листи ліквідовував після прочитання.
Лише на початку квітня 1879 місцева поліція дізналася про пропагандистську діяльність Котова серед селянства. Під час дізнання один селянин заявив, що народник «бігає і лове селян як вовк овець і проповідує їм про непотрібність царя, церкви й священиків і вже достатньо здобув між селянами прихильників...» Антиурядовий і антирелігійний характер пропаганди Котова знайшов підтвердження в показаннях кількох свідків. Під час трусу в народника вилучено револьвер, зошит нотаток про релігійні секти та три заборонені книжки. Внаслідок цього Котов потрапив під арешт, а через два тижні — до одиночної камери катеринославської в’язниці.
П’ятого серпня 1879 катеринославський губернатор вийшов із поданням до Тимчасового Одеського генерал-губернатора про необхідність висилки зі своєї губернії Котова, який на той час ще перебував у Катеринославському в’язничному замку. Народник обвинувачувався «в розповсюдженні у середовищі селян шкідливих думок і понять про релігію, закон і права власності».
Тимчасовий Одеський генерал-губернатор визнав необхідним «негайно вислати Котова на проживання до Архангельської губернії під суворий нагляд поліції терміном на два роки», про що сповістив міністра внутрішніх справ телеграмою 25 вересня того ж року.
30 вересня 1879 Котов вирушив з Катеринослава на заслання і 12 жовтня прибув до Архангельська, а звідти, через чотири доби, до Шенкурська, який і став місцем призначення. Водночас із катеринославським народником у тому суворому північному краї перебували такі активні учасники революційно-визвольного руху, як П. Г. Заїчневський, С. А. Іванов, І. Т. Софійський.

## Повернення із заслання
У грудні 1881 Котов повернувся з північного заслання до Катеринослава. Поступово йому вдалося відновити старі зв’язки серед селянства і навіть двічі чи тричі організувати багатолюдні збори. Проте сподівання Котова революціонізувати селянство виявилися марними. Як і раніше, хлібороби вірили в царя. Котов вирішив перенести центр своєї діяльності до міста. Легальним прикриттям конспіративної роботи стала посада гласного в Катеринославській міській думі, яку Котов займав з 1882 упродовж дев’яти років.
В Одесі і Харкові народник отримав новітню нелегальну літературу, налагодив конспіративні зв’язки й повернувся до Катеринослава. Тут він взяв участь в організації місцевого військово-революційного гуртка, відновив діяльність серед селян, розпочав пропаганду серед робітників Брянського заводу, тютюнової фабрики «Джигіт» та парового млина, зав’язав тісні контакти з опозиційними діячами Катеринославського губернського земства.
Проте діяльність під гаслами «Народної Волі» не мала відчутних результатів. Це позначилося на настроях Котова. Коли влітку — на початку осені 1885 до нього в Катеринослав прибули два народовольці з листом-явкою за фінансовою підтримкою, Котов вручив їм солідну суму грошей і висловив думку, що подальша боротьба безперспективна з огляду на те, що очевидна нерівність сил. Котов усвідомив утопічність народовольських задумів перемогти царат.

## Діяльність у Катеринославському товаристві «Просвіта»
Однак Котов не припинив участі у визвольному русі. На початку XX ст., за умов зростання самосвідомості українства Котов став активним учасником нової хвилі культурно-національного відродження. У 1905 він прилучився до діяльності товариства «Просвіта», яке стало найбільшим осередком українського життя на Катеринославщині. У 1910 — 1913 Котов був номінальним редактором і видавцем українського часопису «Дніпрові хвилі» — друкованого органу катеринославських просвітян. Ця діяльність логічно розвинула українолюбські тенденції, що простежувалися в народника Котова ще з 1870-х.
Дмитро Дорошенко згадує Котов у своїх спогадах про Катеринослав: 

«Богуславський умовив мене взятись за редагування часопису, пришукав відповідального перед адміністрацією видавця в особі місцевого дідича і домовласника Кузьми Котова, придумав і назву для часопису: «Дніпрові хвилі».
Цікава людина був цей Котов: колишній драгоманівець, він тепер нічого не робив, не провадив господарства, і в родині всім керувала його жінка; його шестеро дітей були виховані в українському дусі; троє синів вчились в школі Синявського (Катеринославське комерційне училище), три дочки — в гімназії. Згодом всі брали участь в українському громадському житті. Але мав Котов одну маленьку ваду: мав нахил до писання віршів, і з ним прийшлося наперед умовитись, щоб забезпечити себе від його претензій на друк віршів у «Дніпрових хвилях». Погодилися на тому, що Котов буде підписувати часопис, як «редактор-видавець», а я буду пускати дві його поезії на рік: одну на Різдво, другу на Великдень. Та й набрався я клопоту з його віршами: доводилося немало попрацювати, щоб привести їх до «християнського» вигляду, щоб не сором було виступати з твором, під яким стояв підпис «редактора».
Не маючи сам поетичного хисту, я на всі способи переробляв вірш, так що й сам автор ледве міг впізнати свій твір. Але Котов був задоволений і, діставши свою сатисфакцію, до справи ведення часопису зовсім не мішався. Фактично мені довелося вести його майже самому... Моє ім’я при тім ніде не фігурувало», — писав Д. Дорошенко.

Серед гостей Котова був, зокрема, український письменник Олелько Островський, розстріляний більшовиками у 1920. У листі до катеринославського просвітянина і поета Т. Романченка 12 липня 1916 з Тифліса Островський писав: 

«Поздоровіть пана Котова. Я часто згадую квашені яблука, якими частувала мене його дружина, коли я був у його на обіді».

У 1911 Котов виступив як представник «Дніпрових хвиль» на Шевченківському святі в Москві з нагоди 50-х роковин смерті Т. Шевченка. У вечорі брали участь кращі московські артисти, а також М. Лисенко і М. Садовський.
Членом Катеринославської «Просвіти» у 1915 була також його дочка — Катерина. Котов друкував свої українські вірші і в катеринославській газеті «Приднепровский край». Як писав Дмитро Лисиченко, у 1916 Котов здобуває дозвіл на видання часопису «Час». За нього виникла боротьба між «старим громадянством» та робітниками. Старе громадянство хотіло з цього часопису зробити національний просвітянського типу журнал, робітництво ж хотіло взяти його в свої руки. Врешті-решт перемогло робітництво і мав виходити легальний журнал з участю також і киян. Перший номер було складено, і друкарня К. Андрущенка, здобувши дозвіл на друкування часопису, мала взятися до роботи, але вибух Лютневої революції 1917 одразу змінив ситуацію і часопис не вийшов. За денікінщини у 1919 Котов подав прохання дозволити йому видати щоденні часописи «Хвиля» та «Український голос», але дозволу не здобув.
Видав спогади «Записки землевольца» (Кременчук, 1923). Пробував свої сили і як поет, автор низки поетичних збірок, виданих власним коштом, коли після Лютневої революції зникли цензурні обмеження, — «Напередодні війни. Війна» (про часи Першої світової війни — поема). «Карло Карлович фон Езельманн» (вірш) (1917. — Катеринослав. — 31 с., 5000 прим.), «Настя-Московка» (з сучасних подій — поема), «Страшний ворог — горілка» (вірші, 1917. — Катеринослав. — 23 с., 10000 прим.). Рецензенти Л. Старицька-Черняхівська і П. Михайлович (П. Гай) у «Книгарі» (1917 — 1918) були невисокої думки про твори Котова.
Збереглося 13 листів Котова до Яворницького 1906 — 1923. У Катеринославі Котов мешкав за адресою вул. Московська, 7, де у 1920 також знаходилася редакція українського кооперативного часопису «Споживач» (1918 — 1920). Співробітниками цього часопису були Дмитро Яворницький, Петро Єфремов, Пилип Щукин, Василь Чапля (Чапленко), Кость Шарай, Трохим Романченко, Любов Біднова (Л. Жигмайло), Андрій Пацаль, Яків Якуша, Дмитро Чернявський, Григорій Епік та інші місцеві автори.

## Вшанування пам'яті
У місті Дніпро перейменували вулицю Бобруйську на вулицю Кузьми Котова.

## Твори
- Котов К. Українська зима // Дніпрові хвилі. — Катеринослав. — 1910. — № 3 — 4. — С. 45 — 46; Котов К. На Дніпрових хвилях// Дніпрові хвилі. — 1911. — №7 — 8. —С. 98 — 99; Котов К. Осінні мрії// Дніпрові хвилі. — 1911. — № 22. — С. 291. Котов К. Павлова халепа (оповідання).//Дніпрові хвилі. — 1913. —№9 — 20. С. 285 — 291.